# 丹妮婊姐
丹妮婊姐（英語：Danny Beeech，1985年4月25日— ），本名施勻婷，臺灣美妝YouTuber、主持人、作家、網路紅人、演员， 同時兼任妮妮月老、交友軟件推廣大使及反詐騙大使， 畢業於天主教輔仁大學廣告系，稱粉絲為「表弟、表妹」。同時也是YouTube頻道綜口味娛樂的成員，曾訪問多位藝人與合作影片，如戴愛玲、任容萱、邵庭、王若琳、J.Sheon、舒米恩、夏宇童、關韶文等人。

## 生涯發展
出道過程為早年寫了一篇文章造成熱烈迴響而登上Yahoo奇摩頭版，主管及其他同事建議她繼續寫文章，因此出道，建立了自己痞客邦的帳號繼續分享日常瑣事。
- 2007年5月16日，開始寫痞客邦，作為日記，記錄在美國的生活
- 2013年12月24日，創立個人YouTube頻道《丹妮婊姐星球》，正式出道
- 2015年1月7日，上康熙來了，主題為當紅網路新星真面目公開
- 2015年3月3日，上中視新聞節目《改變的起點》
- 2015年6月5日，發行第一本書，《歡迎來到丹妮婊姐星球：專屬於二百五Loser的心靈雞湯》
- 2016年6月30日，於TEDxTalks演講，題目是「如何用幽默改變、串連社會」[1]
- 2016年7月27日，加入網路談話綜藝《綜口味娛樂》（前《婊特開房間》），成為固定主持
- 2016年12月31日，發行第二本書，《丹妮婊姐：人生哪來那麼多可是》
- 2019年9月9日，開始主持網路談話節目Podcast 《婊姐必請》
- 2019年10月29日，發行第三本書，《丹妮婊姐麻口不辣心人際說話術：回話帶點鋒芒，有個人風格又不戳人底線的說話藝術》
- 2020年7月19日，上TVBS當掌聲響起的主題，標題為《被美妝耽誤的諧星! 丹妮婊姐的幽默人生》
- 2021年3月2日，成為美國保養品牌寶拉珍選水楊酸精華液證言人
- 2022年3月30日，丹妮婊姐因，『不滿航空公司取消班機，氣罵「我是網紅」，揚言要幹爆業者，讓客服改口請示主管後，變成不用補差價』，而上了新聞版面[2]。
- 2022年5月31日，成為德國髮圈品牌invisibobble 神奇魔髮圈首位亞洲區代言人
- 2023年1月6日，第三本書，《丹妮婊姐麻口不辣心人際說話術：回話帶點鋒芒，有個人風格又不戳人底線的說話藝術》發行暢銷慶功版
- 2023年4月20-30日，與金汪汪流浪動物家園合作舉辦米克斯狗狗認養活動，推廣領養不棄養
- 2023年5月31日，主持三立自製戀愛綜藝實境節目 職想愛上你
- 2023年7月3日，與美妝品牌FreshO2 聯名推出《SUPERSTAR巨星系列》
- 2023年11月14日，完成魔滴2.0隆乳手術，罩杯升級到E，自稱汐止葉子媚
- 2024年5月21日，下午五點半，於雲林舉辦家宴，與黑豹完婚
- 2024年6月13日，慶祝寶拉珍選29歲生日，與張藝直播，親切回應粉絲皮膚管理提問

## 書籍
| 日期           | 書名                                                                         | 出版社     | ISBN               |
| -------------- | ---------------------------------------------------------------------------- | ---------- | ------------------ |
| 2015年6月5日   | 歡迎來到丹妮婊姐星球：專屬於二百五Loser的心靈雞湯                            | 春光出版社 | ISBN 9789865922665 |
| 2016年12月31日 | 丹妮婊姐：人生哪來那麼多可是                                                 | 春光出版社 | ISBN 9789865922955 |
| 2019年10月29日 | 丹妮婊姐麻口不辣心人際說話術：回話帶點鋒芒，有個人風格又不戳人底線的說話藝術 | 春光出版社 | ISBN 9789579439701 |

## 戲劇
- 2023年：Netflix《此時此刻》飾演 婊姐

## 外部連接
- 丹妮婊姐的痞客邦 （页面存档备份，存于）
- 丹妮婊姐的Facebook專頁
- 丹妮婊姐的Instagram帳戶
- YouTube上的丹妮婊姐星球頻道
- 丹妮婊姐主持的Podcast 《婊姐必請》 （页面存档备份，存于）